# Ger Ryan
Ger Ryan er en irsk film og tv- skuespiller, hvis arbejde omfatter Queer as Folk (den britiske version), The War af Buttons (1995-irske version), Van , Moll Flanders, Driftwood , A Love Divided og Intermission.

## Filmografi

### Film
| År   | Titel                          | Rolle                  | Noter |
| ---- | ------------------------------ | ---------------------- | ----- |
| 1988 | The Courier                    | Assistant in Jewellers |       |
| 1991 | The Commitments                | Pawnbroker             |       |
| 1994 | War of the Buttons             | Fergus' Mum            |       |
| 1996 | The Van                        | Maggie                 |       |
| 1996 | Moll Flanders                  | Orphanage Woman        |       |
| 1997 | Driftwood                      | Woman                  |       |
| 1999 | A Love Divided                 | Anna Walsh             |       |
| 2003 | Intermission                   | Maura                  |       |
| 2005 | Frozen                         | Elsie                  |       |
| 2007 | Exodus                         | Batya Mann             |       |
| 2008 | Dorothy                        | Eileen McMahon         |       |
| 2009 | Happy Ever Afters              | Bridie                 |       |
| 2010 | Five Day Shelter               | Jackie                 |       |
| 2012 | Keys to the City               | Jo                     |       |
| 2013 | Hummingbird                    | Mother Superior        |       |
| 2013 | The Callback Queen             | Mary Carroll           |       |
| 2013 | The Food Guide to Love         | Anna                   |       |
| 2014 | Love, Rosie                    | Alice Dunne            |       |
| 2017 | The Man Who Invented Christmas | Mrs. Dickens           |       |
| 2019 | Rialto                         | Kathleen               |       |

### Tv
| År         | Titel                | Rolle               | Noter                      |
| ---------- | -------------------- | ------------------- | -------------------------- |
| 1989       | Fair City            | Bernie Kelly        | Episode #1.1               |
| 1994       | Family               | Paula Spencer       | 4 episodes                 |
| 1996       | Kavanagh QC          | Maggie Warwick      | Episode: "A Sense of Loss" |
| 1997       | Plotlands            | Grainne Mulligan    | 6 episodes                 |
| 1998       | Amongst Women        | Rose                | 4 episodes                 |
| 1999       | Oliver Twist         | Mrs Sowerberry      | 1 episode                  |
| 1999, 2000 | Queer as Folk        | Margaret Jones      | 2 episodes                 |
| 2000       | Forgive and Forget   | Ruth O'Neil         | Television film            |
| 2000       | Deceit               | Molly Sinclair      | 2 episodes                 |
| 2000–2005  | Fat Friends          | Aisling Rymer       | 3 episodes                 |
| 2001       | Shades               | Efa Sullivan        | Episode #1.2               |
| 2001–2002  | On Home Ground       | Maureen Fitzpatrick | 5 episodes                 |
| 2002       | No Tears             | Siobhan Cassidy     | Miniseries                 |
| 2002       | Clocking Off         | Maggie / Shirley    | Episode: "Gary's Story"    |
| 2002       | Sinners              | Niamh               | Television film            |
| 2003       | The Clinic           | Ann Connell         | Episode #1.6               |
| 2003       | The Return           | Maggie Lynch        | Television film            |
| 2005       | Malice Aforethought  | Constance Torr      | Television film            |
| 2006       | Stardust             | Christine Keegan    | 2 episodes                 |
| 2006–2009  | The Street           | Margie McEvoy       | 6 episodes                 |
| 2007       | Damage               | Liz Maher           | Television film            |
| 2007       | Prosperity           | Vera                | 2 episodes                 |
| 2010–2013  | Raw                  | Maeve Harte         | 18 episodes                |
| 2011       | The Body Farm        | Teresa Quinn        | Episode #1.6               |
| 2012       | Hit & Miss           | Claire              | Episode #1.6               |
| 2018–2019  | Little Dog           | Sylvia Ross         | 15 episodes                |
| 2020       | The South Westerlies | Noreen              | 6 episodes                 |
| 2021       | Three Families       | Kathleen Nolan      | 2 episodes                 |

## Eksterne links
- Ger Ryan på Internet Movie Database (engelsk)
- Ger Ryan på The Movie Database (engelsk)